# Elefanter på loftet
Elefanter på loftet er en dansk/amerikansk fantasykomedie fra 1960, instrueret af Peer Guldbrandsen efter manuskript af Sidney Pink, med Nora Hayden og Delphi Laurence i hovedrollerne som to skuepillere, der bytter krop.

## Medvirkende
- Nora Hayden
- Delphi Laurence
- Dirch Passer
- Ove Sprogøe
- Avi Sagild
- Bjørn Watt Boolsen
- Kirsten Passer